# Račice, Litoměřice
Račice là một làng thuộc huyện Litoměřice, vùng Ústecký, Cộng hòa Séc.